# Baquedano (métro de Santiago)
Pour les articles homonymes, voir Baquedano.
Baquedano est une station du métro de Santiago située sous la Plaza Baquedano et desservie par les lignes 1 et 5. Elle est située sous la Plaza Italia, l'une des places principales de Santiago

## Situation sur le réseau
La station est située entre les stations Salvador et Universidad Catolica de la ligne 1 et entre les stations Parque Bustamante et Bellas Artes de la ligne 5

## Projet
Il est prévu que la station Baquedano soit desservie par la future ligne 7.